# Persicaria maculosa
Il poligono persicaria (Persicaria maculosa Gray, 1821) è una pianta di tipo arbustivo della famiglia delle Poligonacee con piccoli fiori bicolore raccolti a spiga.

## Etimologia
Il nome del genere  (Persicaria) deriva semplicemente dal fatto che le foglie sono molto simili a quelle del pesco. L'epiteto specifico (maculosa) deriva invece da una caratteristica macchia scura posta al centro delle foglie.
Il binomio scientifico Persicaria maculosa è stato definito dal botanico britannico Samuel Frederick Gray (1766 – 1828) nella sua opera The Natural Arrangement of British Plants del 1821. In realtà la pianta era stata precedentemente studiata e documentata (oltre che da altri) dal botanico e naturalista svedese Carl von Linné (1707 – 1778) col nome di Polygonum persicaria nella pubblicazione Species Plantarum del 1753.
Gli inglesi chiamano questa pianta Red leg ma anche Redshank; i francesi la chiamano Renouée persicaire oppure Pied rouge; i tedeschi la chiamano Floh-Knöterich.

## Descrizione

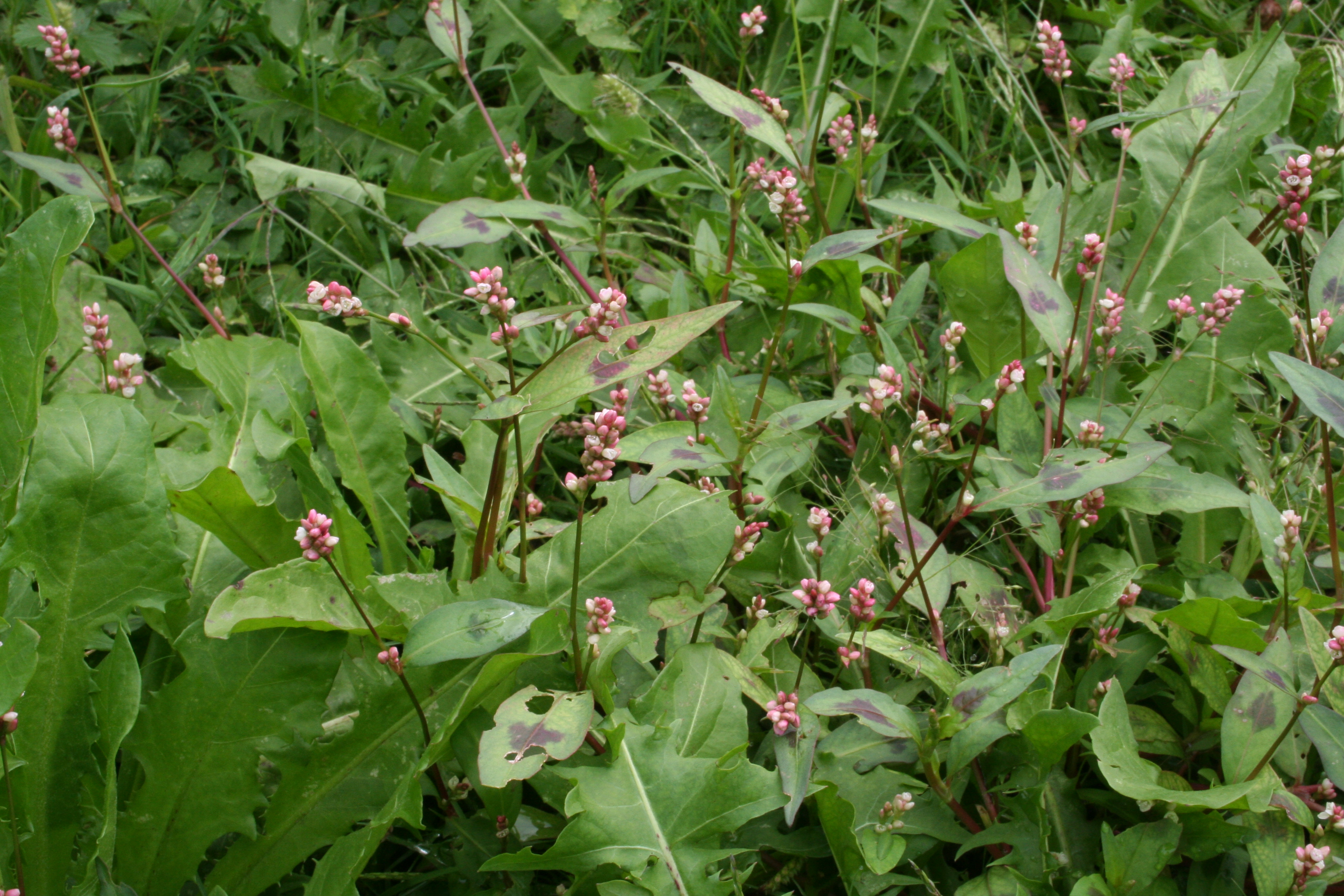
Portamento
Località Villa Prima, Limana (BL), quota 350 m s.l.m. 16/9/2006

La forma biologica è terofita scaposa (T scap), ossia si tratta di una pianta a ciclo biologico annuo (raramente biennale) con fusto allungato e non molto foglioso. L'altezza alla quale questa pianta può arrivare e di circa 120 cm (misure medie : 10 – 70 cm). Sono considerate piante sempreverdi : mantengono il fogliame durante l'inverno (nelle zone temperate), mentre in estate inoltrata le foglie si colorano di bianco.

### Radici
La radice è fittonante.

### Fusto

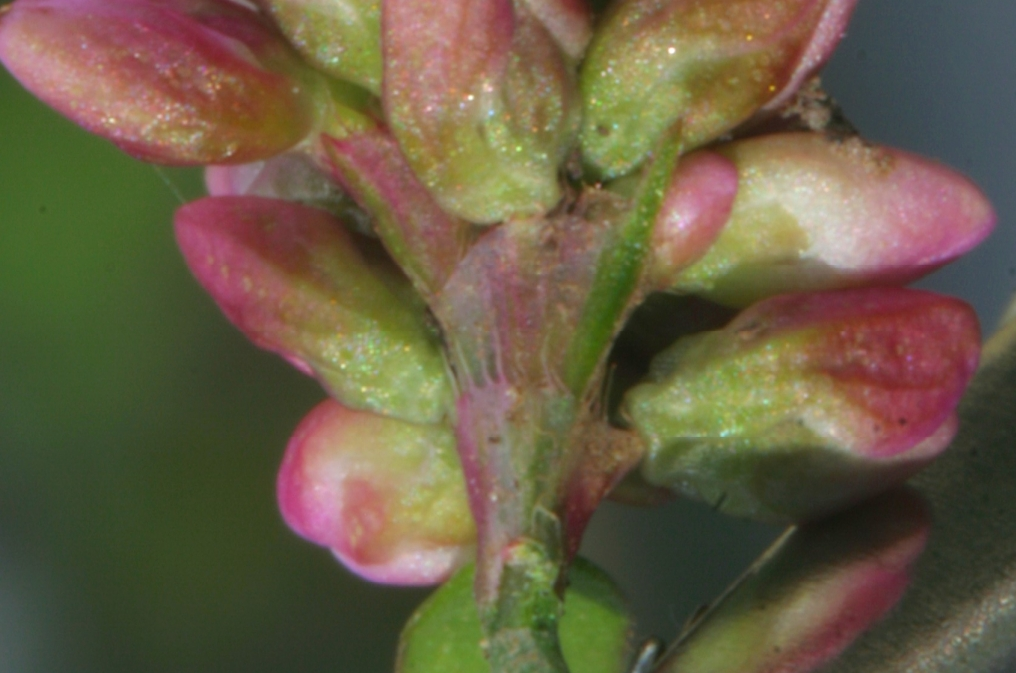
Ocrea alla base dell'infiorescenza
Località Villa Prima, Limana (BL), quota 350 m s.l.m. 4/8/2008

La ramosità del fusto si presenta fin dalla base e porta una spiga all'apice di ogni ramo. La sua superficie è glabra e rossiccia. Il portamento è ascendente. I nodi del fusto sono inoltre arrossati (o bruni)  per la presenza di ocree pubescenti (sono delle stipole cilindriche, membranose, ciliato - fimbriate e guainanti il fusto)  provviste sul bordo di corte setole (dentelli lesiniformi sul prolungamento dei nervi) e ingrossate alla base; queste strutture sono tipiche di questa e altre specie del genere Persicaria e possono essere trasparenti quasi argentate. Dimensioni delle ocree: lunghezza 4 – 15 mm; lunghezza delle setole delle ocree : 1 – 3,5 mm.

### Foglie

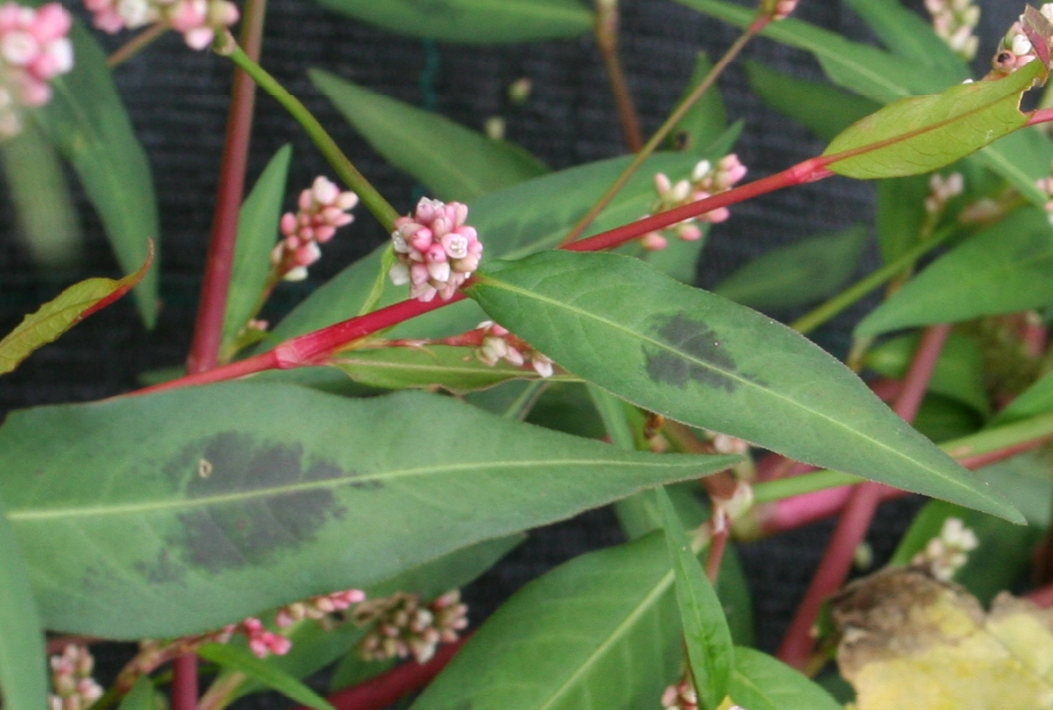
Foglie macchiate
Località Villa Prima, Limana (BL), quota 350 m s.l.m. 16/9/2006

Le foglie hanno una forma lanceolata quasi lineare - lanceolata e sono disposte in modo alterno lungo il fusto; sono acuminate all'apice mentre la base è lievemente arrotondata ma anche acuta. Sono fornite di un breve picciolo (a volte sono quasi sub - sessili). La lamina è fondamentalmente intera (il bordo è molto finemente seghettato o eroso o cigliato); caratteristica è una macchia scura a forma di “V” rovesciata (quasi triangolare) con l'apice rivolto verso la punta della foglia. A volte la pagina superiore della foglie presenta delle ghiandole puntiformi.
Dimensioni delle foglie : larghezza 2 cm, lunghezza 11 cm; dimensione del picciolo : 1 – 2 mm. 

### Infiorescenza

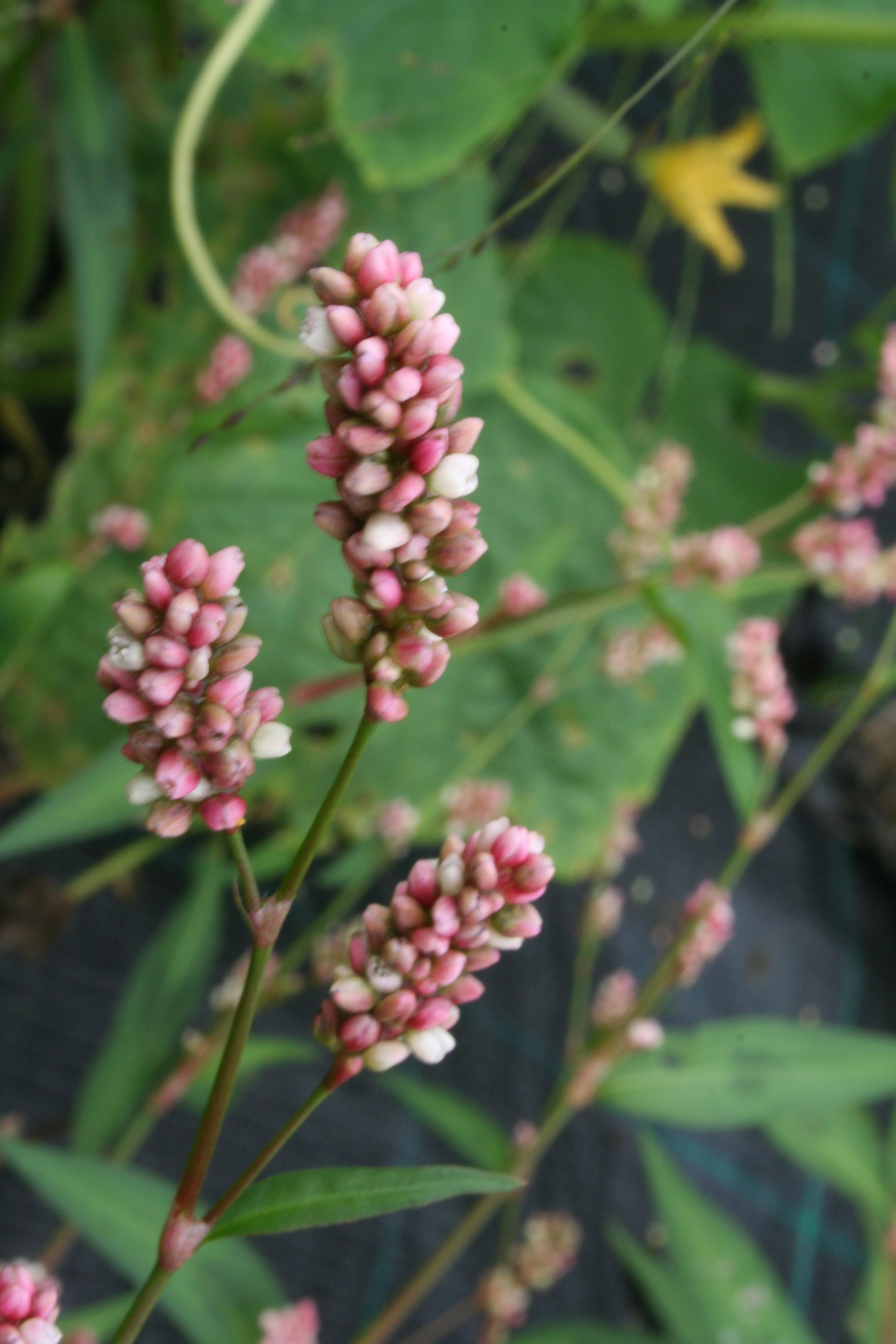
Infiorescenza
Località Villa Prima, Limana (BL), quota 350 m s.l.m. 16/9/2006

L'infiorescenza è composta da sottili spighe peduncolate, terminali, dense e con asse diritto, disposte all'ascella delle foglie; si presentano erette a forma ovoidale ma allungata. I fiori sono pedicellati, a colori misti (biancheggianti all'antesi, rosa in seguito).
Dimensioni dell'infiorescenza: larghezza 1 cm, lunghezza 5 – 8 cm; lunghezza del peduncolo 1 – 5 cm. Lunghezza del pedicello del singolo fiore : 1 – 2,5 mm.

### Fiori

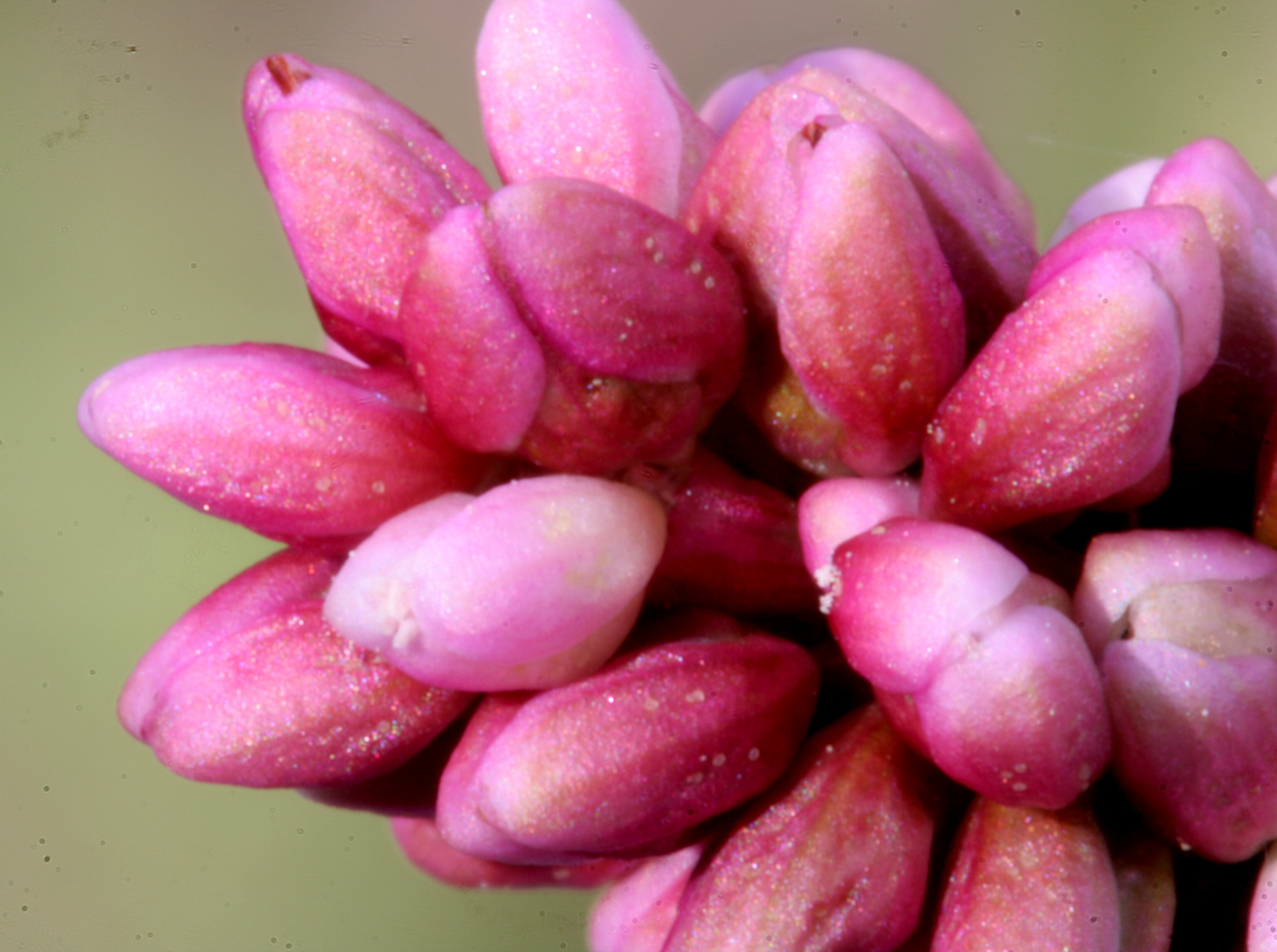
Fiori
Località Villa Prima, Limana (BL), quota 350 m s.l.m. 4/8/2008

La struttura dei fiori di questa specie è diversa dal “classico” fiore delle Angiosperme in quanto il calice e la corolla non sono ben differenziati; abbiamo quindi un perigonio con diversi tepali (e non un perianzio con un calice e i suoi sepali e una corolla con i suoi petali). Questa “diversità” non sempre è chiara e ben definita, o accettata dai vari botanici, per cui in alcuni casi strutture di questo tipo si definiscono come “perianzio corollino con tepali” oppure “perianzio aciclico” 
 I fiori sono ermafroditi, attinomorfi, pentameri e persistenti.
- Formula fiorale:

* P 5, A 8, G 3
- Perigonio: il perigonio è glabro a forma ovata; i tepali  sono 5 (è questa la parte colorata per cui a volte si chiamano anche petaloidei) e sono connati per 1/3 della loro lunghezza. Dimensione dei tepali : 2 – 3,5 mm; lunghezza del perigonio/perianzio : 3,5 mm.
- Androceo: gli stami sono 4 – 8 di colore bianco e disposti a spirale; non sporgono dal fiore in quanto i filamenti sono più corti dei tepali; le antere sono rotondeggianti di colore giallastro o rosato. Lunghezza degli stami : 1,7 mm; ampiezza dell'antera : 1 mm.
- Gineceo: gli stili (brevi) sono 2 - 3 (bianchi anche questi) connati, glabri su un ovario supero sincarpico formato da tre carpelli. Lunghezza degli stili : 2,8 mm.
- Fioritura : questa pianta fiorisce da luglio a ottobre; i semi si maturano fra agosto e ottobre.
- Impollinazione: tramite insetti; ma può anche auto-impollinarsi.

### Frutti
Il frutto è un achenio uniloculare (e quindi un seme solo) a forma ovale appiattito (forma lenticolare) o trigono in altri casi; la superficie è liscia con un aspetto quasi lucido e di colore marrone-nero. Dimensione dell'achenio : 1,9 x 2,2 mm.

## Distribuzione e habitat
- Geoelemento: il tipo corologico (area di origine) è Subcosmopolita. Si presume comunque che questa pianta sia nativa della zona europea.
- Diffusione : in Italia è presente su tutto il territorio, compreso tutto l'arco alpino; nel resto del mondo è ugualmente comune dappertutto, basta citare due località estreme come la Groenlandia e la Nuova Zelanda. Nel Nord America questa pianta è stata introdotta dall'Europa e poi si è naturalizzata.
- Habitat: questa pianta si può trovare nelle zone umide e sponde dei canali; ma anche ai margini dei boschi (zone di sottobosco) o terreni incolti e campi; oppure lungo le ferrovie, margini delle strade sterrate e ambienti ruderali. Il substrato può essere sia calcareo che siliceo con pH acido (da 8,5 a 4), con buoni livelli nutrizionali del terreno e medie quantità d'acqua.
- Diffusione altitudinale : dal piano fino a circa 1300 m s.l.m.; le fasce altitudinali montane frequentate da questa pianta sono quindi due : quella del piano collinare e quella del piano montano.

## Fitosociologia
Dal punto di vista fitosociologico la specie di questa scheda appartiene alla seguente comunità vegetale :
Formazione : comunità terofitiche pioniere nitrofile
Classe : Stellarietea mediae

## Tassonomia
La famiglia di questo genere è mediamente numerosa (una cinquantina di generi per circa un migliaio di specie), mentre il genere Persicaria comprende una cinquantina di specie, di cui una dozzina circa sono spontanee della nostra flora.
Il Sistema Cronquist assegna la famiglia delle Poligonacee all'ordine delle Polygonales mentre la moderna classificazione APG la colloca nell'ordine delle Caryophyllales. Sempre in base alla classificazione APG sono cambiati anche i livelli superiori (vedi tabella a destra).
Il genere di questa pianta è relativamente nuovo in quanto fino a qualche decennio fa questa pianta e altre specie simili facevano parte del genere Polygonum. Questa ristrutturazione tassonomica non è accettata unanimemente da tutti i botanici, infatti tuttora ci sono ancora diverse classificazioni che non contemplano un'esistenza autonoma per il genere Persicaria.
All'inizio dell'altro secolo il botanico italiano Adriano Fiori (1865 – 1950) aveva sistemato questa pianta nella sezione “PERSICARIA” del genere Polygonum; sezione caratterizzata dall'avere foglie lanceolate, ocree ad angolo retto, fusti ramosi con infiorescenza a spiga e cotiledoni “accombenti”, ossia nel seme le “radicicole” sono piegate sul margine dei cotiledoni, e si sviluppano sulla linea di fenditura di separazione degli stessi. Questa sezione ora è stata convertita in un genere autonomo.
All'interno del genere la specie maculosa appartiene al gruppo Gruppo di Persicaria lapathifolia formato, oltre che dalla specie descritta in questa scheda, dalla specie Persicaria lapathifolia L. (ex Polygonum lapathifolium), e anche da varianti e sottospecie.

### Variabilità
La pianta è allotetraploide e da studi fatti sembra che uno dei “genitori” sia Persicaria lapathifola. Questo significa anche che siamo in presenza di una specie morfologicamente variabile e di difficile classificazione tassonomica. Basta pensare alla recente suddivisione, oppure alla consistente lista di specie simili elencate nel paragrafo “Specie simili” oppure alle varietà di ibridi che la specie della presente scheda forma con altre specie (vedere paragrafo “Ibridi”); ma è anche significativo il lungo elenco di sinonimi.
Nell'elenco che segue sono indicate alcune varietà e sottospecie (l'elenco può non essere completo e alcuni nominativi sono considerati da altri autori dei sinonimi della specie principale o anche di altre specie):
- Persicaria maculosa subsp. hirsuticaulis (Danser) S. Ekman & Knutsson
- Persicaria maculosa var. angustifolium Beckh.
- Persicaria maculosa var. persicaria
- Persicaria maculosa var. ruderale (Salisb.) Meisn.

(Queste varietà sono relative alla vecchia denominazione della specie)
- ex Polygonum persicaria L. proles agreste (Fries) Rouy (1910) (sinonimo = P. maculosa)
- ex Polygonum persicaria L. proles biforme (Wahlenb.) Rouy (1910) (sinonimo = P. maculosa)
- ex Polygonum persicaria L. proles ruderale Rouy (1910) (sinonimo = P. maculosa)
- ex Polygonum persicaria L. subsp. agreste Fries (1830) (sinonimo = P. maculosa)
- ex Polygonum persicaria L. subsp. biforme (Wahlenb.) Fries (1832) (sinonimo = P. maculosa)
- ex Polygonum persicaria L. subsp. densiflorum (Weihe) Celak. (1871) (sinonimo = P. maculosa)
- ex Polygonum persicaria L. subsp. laxiflorum (Weihe) Celak. (1871) (sinonimo = P. mitis)
- ex Polygonum persicaria L. subsp. minus (Hudson) Celak. (1871) (sinonimo = P. minore)
- ex Polygonum persicaria L. subsp. rechingeri (Sennen) Sennen (1931) (sinonimo = P. maculosa)
- ex Polygonum persicaria L. var. elatum Gren. in Gren. & Godron (1855) (sinonimo = P. maculosa)
- ex Polygonum persicaria L. var. incanum Roth (1789) (sinonimo = P. lapathifolia)
- ex Polygonum persicaria L. var. nodosum (Pers.) Schlecht. (1823) (sinonimo = P. lapathifolia)

### Ibridi
Nell'elenco che segue sono indicati alcuni ibridi intraspecifici :
- Persicaria minor x maculosa (ex Polygonum × braunianum F.W. Schultz (1846)) – Ibrido fra : Persicaria minor e Persicaria maculosa
- Persicaria maculosa x mitis (ex Polygonum × condensatum (F.W. Schultz) F.W. Schultz (1848)) – Ibrido fra : Periscaria maculosa e Persicaria mitis
- Perisicaria maculosa x hydropiper (ex Polygonum × intercedens G. Beck in Reichenb. & Reichenb. fil. (1906)) – Ibrido fra : Periscaria maculosa e Persicaria hydropiper.
- Periscaria maculosa x lapathifolia (ex Polygonum × lenticulare Hy (1909)) – Ibrido fra : Persicaria maculosa e Persicaria lapathifolia

### Sinonimi
La specie di questa scheda, in altri testi, può essere chiamata con nomi diversi. L'elenco che segue indica alcuni tra i sinonimi più frequenti:
- Persicaria dubia (Stein) Fourr. (1869)
- Persicaria maculata (Rafin.) Á. & D. Löv (1956)
- Persicaria mitis Delarbre (1800)
- Persicaria persicaria (L.) Small
- Persicaria pulicariodea Friche-Joset & Montandon (1856)
- Persicaria ruderalis (Salisb.) C.F. Reed (1982)
- Persicaria ruderalis var. vulgaris (Webb & Moq.) C.F. Reed
- Persicaria vulgaris Webb & Moquin-Tandon (1846)
- Peutalis persicaria (L.) Rafin. (1837)
- Polygonum acutum Gandoger (1882)
- Polygonum agreste Fries (1839)
- Polygonum albescens Gandoger (1882)
- Polygonum arnassense Gandoger (1882)
- Polygonum benearnense Gandoger (1882)
- Polygonum biforme Wahlenb. (1824)
- Polygonum camptocladum Gandoger (1882)
- Polygonum caniusculum Gandoger (1882)
- Polygonum clophilum Gandoger (1882)
- Polygonum debilius Gandoger (1882)
- Polygonum dolichopodum Ohki
- Persicaria dolichopoda (Ohki) Ohki ex Nakai
- Polygonum dubium Stein
- Polygonum elatiusculum Gandoger (1882)
- Polygonum erythrocladum Gandoger (1882)
- Polygonum fusiforme Greene
- Polygonum hirtovaginum Gandoger (1882)
- Polygonum humifixum Gandoger (1882)
- Polygonum intermixtum Gandoger (1882)
- Polygonum interruptellum Gandoger (1882)
- Polygonum lacunosum Gandoger (1882)
- Polygonum lamellosum Gandoger (1882)
- Polygonum lapathifolium var. persicaria Fiori
- Polygonum leucanthemum Gandoger (1882)
- Polygonum longipilum Gandoger (1882)
- Polygonum lugdunense Gandoger (1882)
- Polygonum maculatum Dulac (1867)
- Polygonum maculatum Rafin. (1817)
- Polygonum minus auct. non Huds.
- Polygonum minus var. subcontinuum (Meisn.) Fern.
- Polygonum millepunctatum Gandoger (1882)
- Polygonum nisus Gandoger (1882)
- Polygonum obscurum Gandoger (1882)
- Polygonum ochroleucum Gandoger (1882)
- Polygonum oenochroa Gandoger (1875)
- Polygonum orthocladum Gandoger (1882)
- Polygonum ovatolanceolatum Gandoger (1882)
- Polygonum pallidiflorum Gandoger (1882)
- Polygonum pauciflorum Gandoger (1882)
- Polygonum paucifoliatum Gandoger (1882)
- Polygonum persicaria L.
- Polygonum persicaria var. angustifolium Beckh.
- Polygonum persicaria var. ruderale (Salisb.) Meisn.
- Polygonum praelongum Gandoger (1882)
- Polygonum puritanorum Fernald
- Polygonum ramondianum Gandoger (1882)
- Polygonum rechingeri Sennen (1929)
- Polygonum rhombaeum Gandoger (1882)
- Polygonum rigidulum Gandoger (1882)
- Polygonum rivulare Roth (1821)
- Polygonum rubellifolium Gandoger (1882)
- Polygonum ruderale Salisb. (1796)
- Polygonum rufescens Gandoger (1882)
- Polygonum subcanum Gandoger (1882)
- Polygonum subsimplex Gandoger (1875)
- Polygonum virescens Gandoger (1882)

### Specie simili
- Persicaria lapathifolia (L.) S.F. Gray (ex Polygonum lapathifolium L.) - Poligono nodoso : (questa pianta appartiene al Gruppo di Persicaria lapathifola) si differenzia per il colore dell'infiorescenza che all'antesi è bianco – verdastra e per le ocree che sono prive dei dentelli lesiniformi della maculosa (sono invece appena dentellate).
- Persicaria minor (Huds.) Opiz (ex Polygonum minus) – Poligono minore : il fusto ha un portamento prostrato; l'infiorescenza è più rosata; le foglie sono lineari (poco lanceolate); al centro delle foglie non è presente la macchia nera a forma di “V”; l'achenio su una faccia è piano.
- Persicaria mitis Garsault  (ex Polygonum mite Schrank) – Poligono mite : si differenzia per l'infiorescenza che è biancastra e con spighe più lunghe (fino a 20 cm).
- Persicaria hydropiper (L.) Opiz (ex Polygonum hydropiper L.) - Poligono pepe d'acqua : il fusto è prostrato-ascendente; le foglie hanno un forte sapore acre; l'infiorescenza è biancastra, molto lunga e a volte è ripiegata verso il basso; è una pianta che vive in ambienti molto umidi quasi acquitrinosi.
- Persicaria orientalis (L.) Spach (ex Polygonum orientale L.) - Poligono orientale : si differenzia per il colore del fusto che è giallastro; le foglie sono lanceolate, quasi cordate; le spighe hanno un forte colore rosso – corallo.
- Persicaria amphibia (L.) S.F. Gray (ex Polygonum amphibium L.) - Poligono anfibio : come dice il nome parte del fusto è generalmente sommerso nell'acqua; le foglie sono più lunghe, mentre l'infiorescenza è rosata e più breve.

Negli Stati Uniti piante molto simili sono  Persicaria pensylvanica (L.) G. Maza e  Persicaria caespitosa var. longiseta (Bruijn) C.F.Reed (specie non presenti in Italia).

## Usi

### Farmacia
- Sostanze presenti: questa pianta contiene una notevole quantità di sostanze tanniniche.
- Proprietà curative: secondo la medicina popolare questa pianta ha diverse proprietà curative fra cui la proprietà vulneraria (guarisce le ferite),  vermifuga (elimina i vermi intestinali), rubefacente (richiama il sangue in superficie alleggerendo la pressione interna), emostatica  (blocca la fuoriuscita del sangue in caso di emorragia – funzione svolta dalla foglie fresche), astringente (limita la secrezione dei liquidi), e diuretica (facilita il rilascio dell'urina). In generale questa pianta viene usata contro le malattie renali, contro la gotta e lo scorbuto; sembra sia valida anche per il mal di denti.
- Parti usate: le foglie sotto forma d'impiastro. In America gli indiani Cherokee, Chippewa, e Iroquois (popolazione originaria del Nord-Est degli Stati Uniti) usano dei decotti di questa pianta per usi dermatologici (infezioni della pelle), gastrointestinali (diarrea) e urinari, ma anche per usi veterinari.

### Cucina
Le sue foglie possono essere usate (trattate opportunamente) al posto del pepe (sono aromatiche molto piccanti); se sono giovani si possono usare come insalata. Ma sembra che possano causare danni al fegato per cui è meglio non usarle; possono inoltre contenere minime quantità di acido ossalico (sostanza nociva). In certe zone vengono considerati eduli anche i semi.

### Industria, agricoltura e pascolo
L'industria tessile ricava da queste piante dei coloranti giallo-rossastri soprattutto per la tintura del lino. Per l'agricoltura la specie “Poligono persicaria” è una pianta infestante; comunque il tipo di danno è limitato in quanto si risolve in spazio sottratto a specie più utili. In genere è una pianta non molto appetibile agli animali da pascolo; invece i semi sono molto ricercati dagli uccelli.

### Giardinaggio
La “persicaria” una pianta abbastanza facile da coltivare; va messa in luoghi luminosi (la luce del sole deve essere abbastanza diretta); teme il freddo, non sopporta temperature sotto lo zero, quindi se l'inverno è troppo rigido è bene ricoprire gli arbusti con teli o almeno ricoprire la base della pianta con paglia e foglie secche.

## Galleria d'immagini

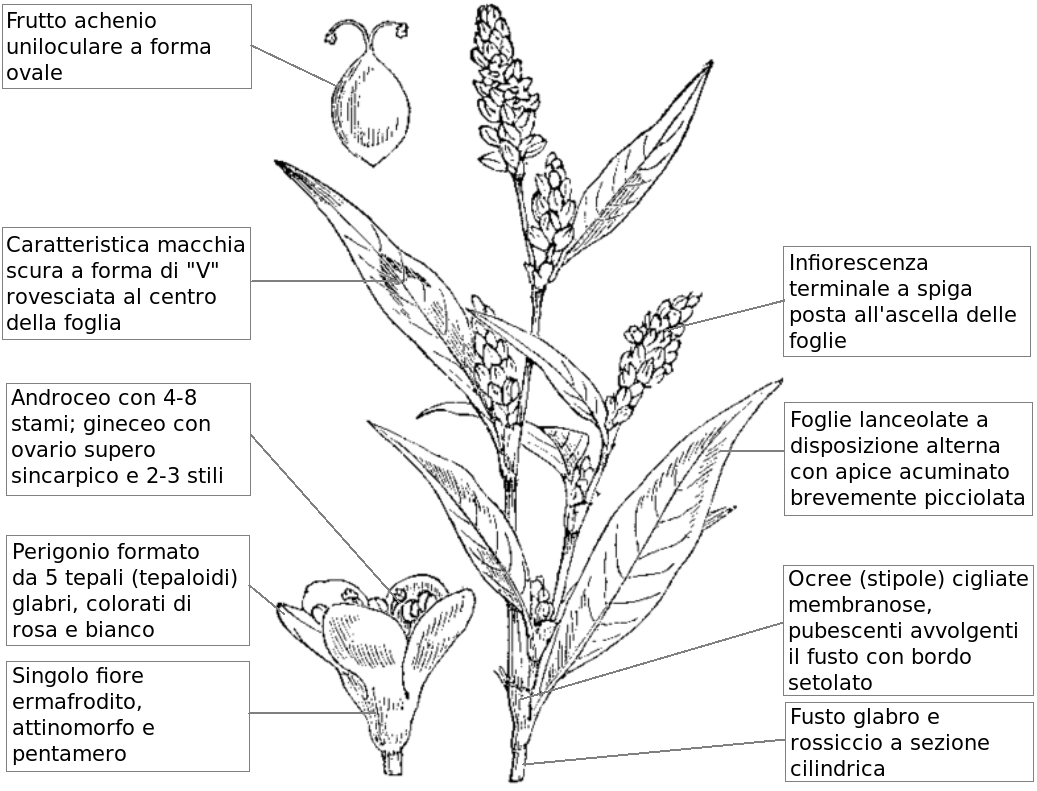
Descrizione delle parti della pianta

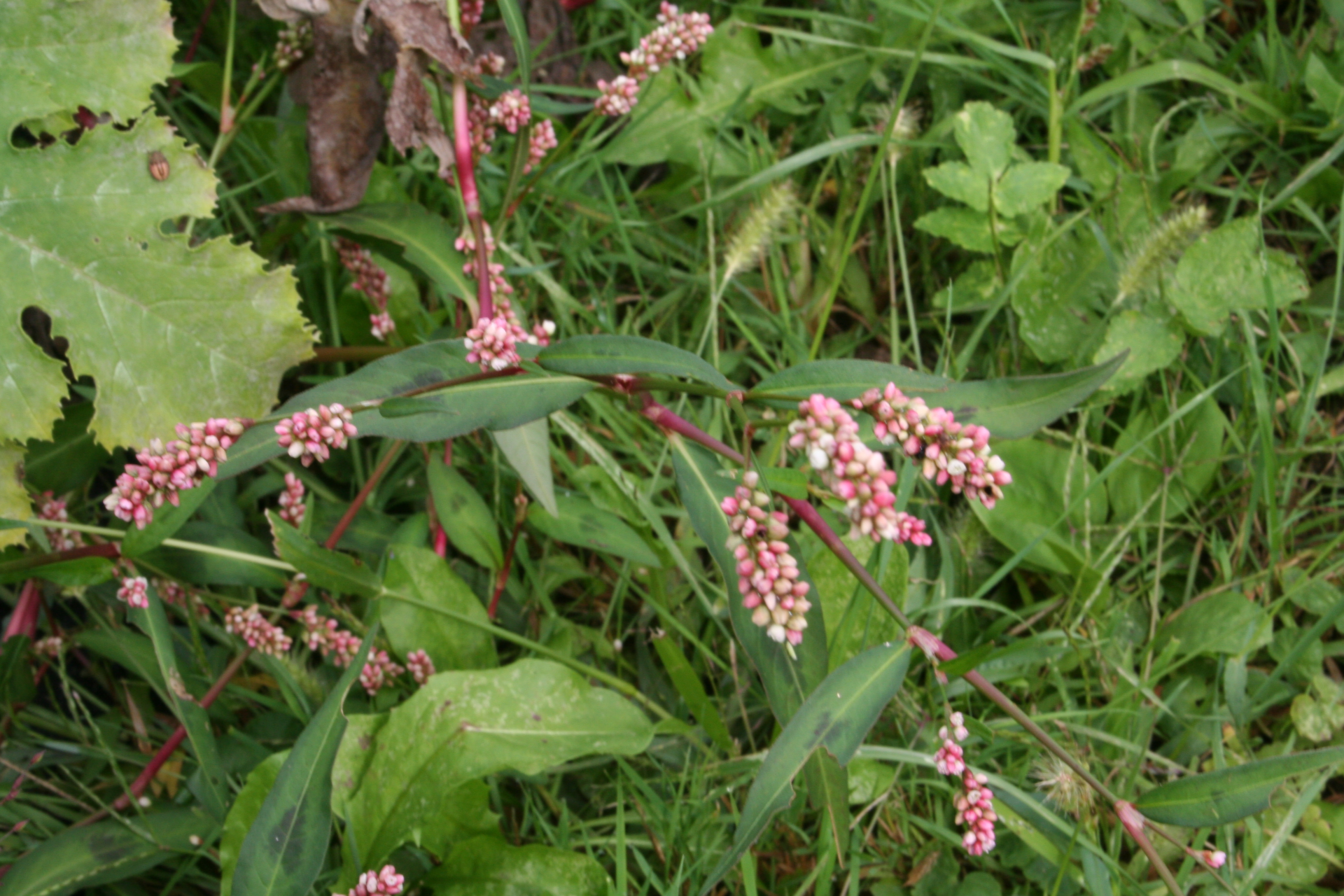
Fusto rossiccio
Località Villa Prima, Limana (BL), quota 350 m s.l.m. 16/9/2006

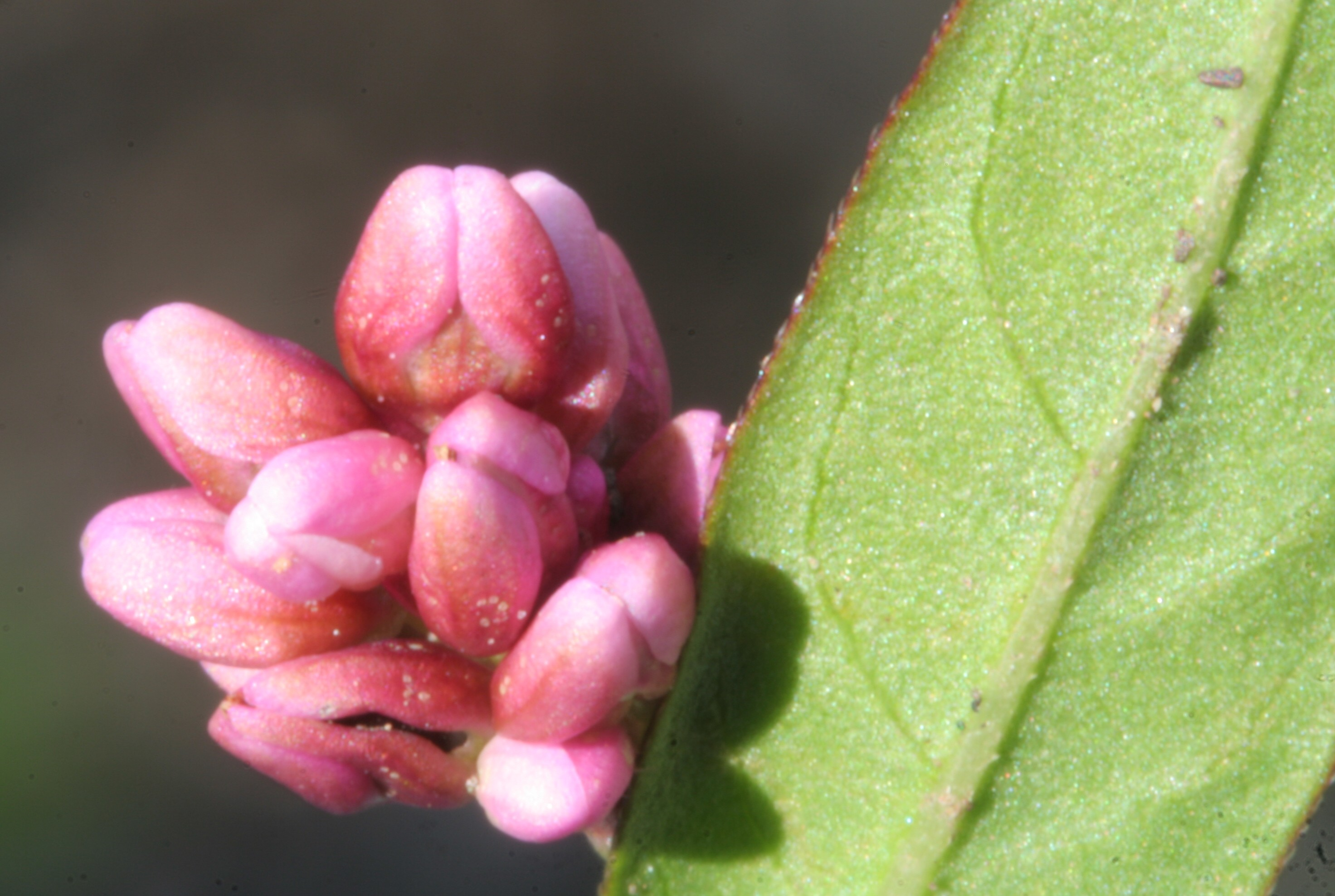
Località Villa Prima, Limana (BL), quota 350 m s.l.m. 4/8/2008
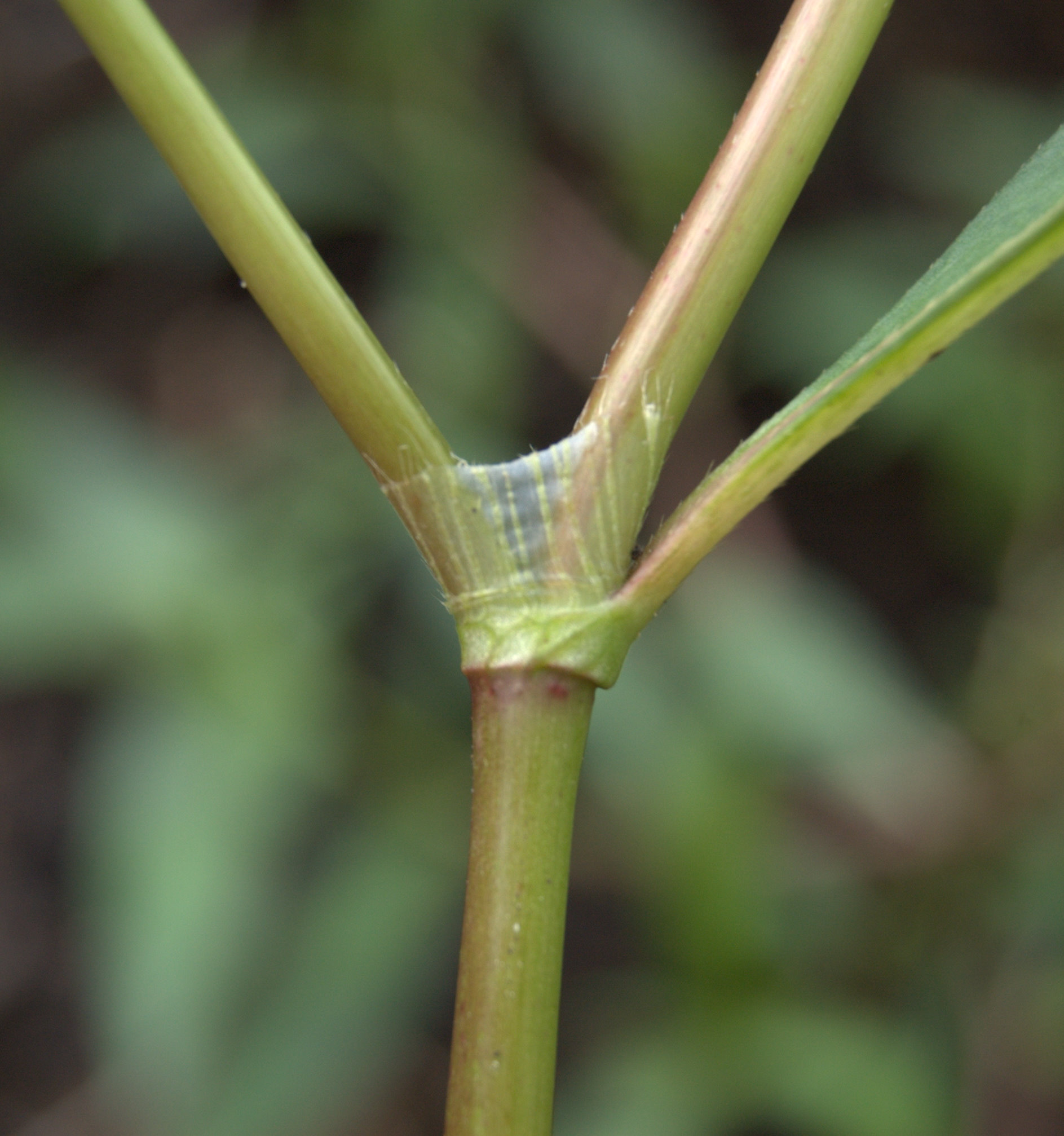
Ocrea argentata
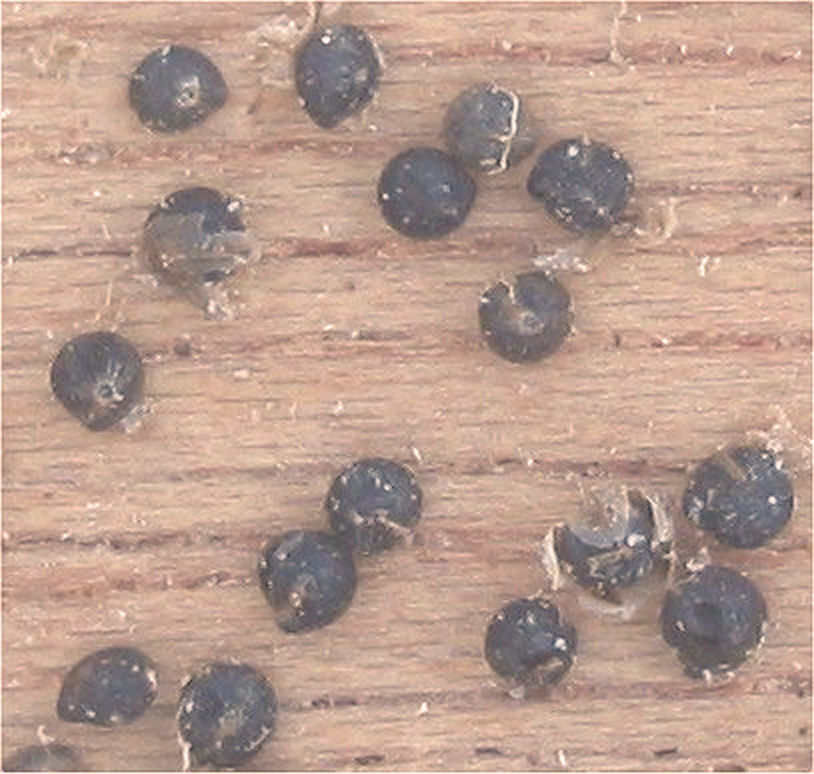
Semi
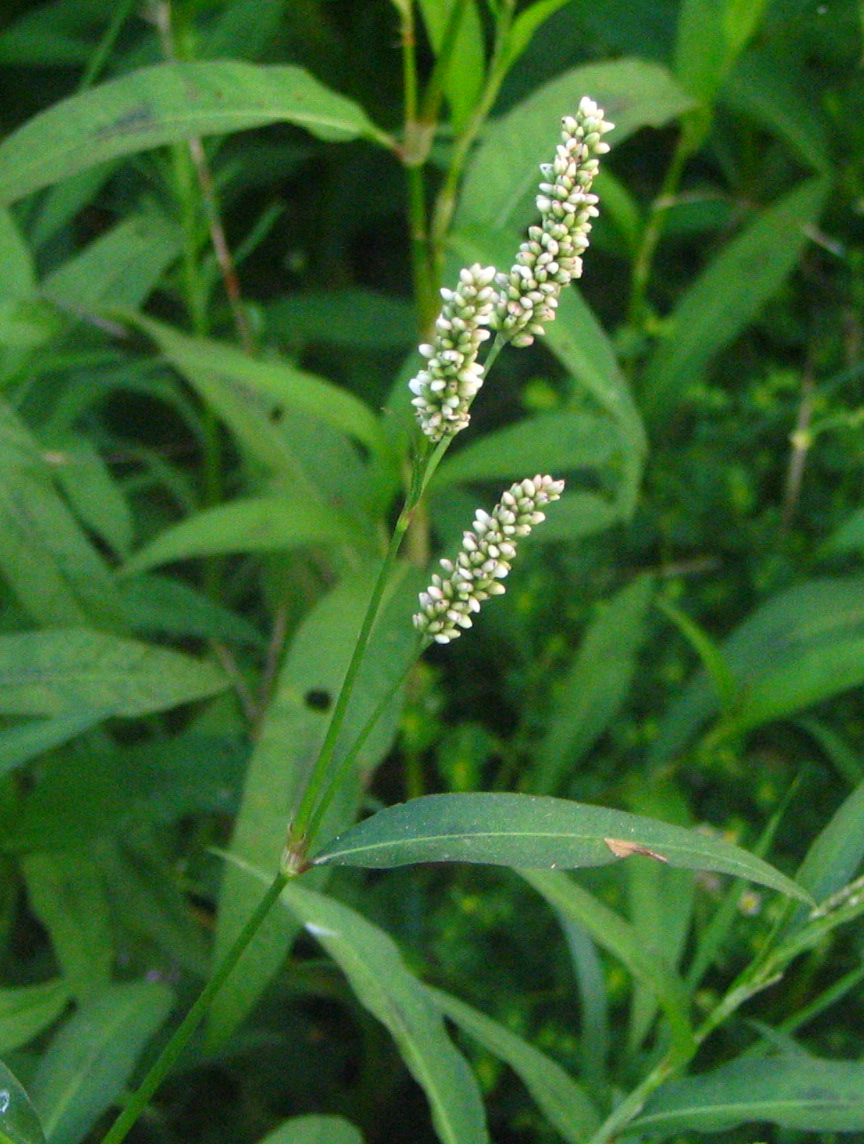
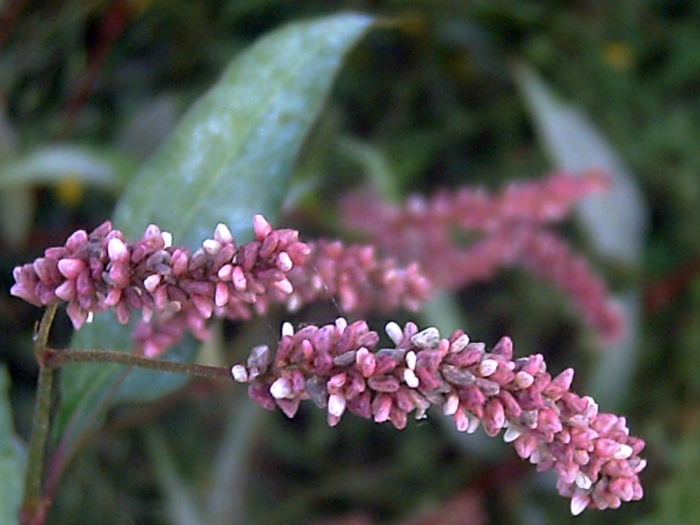
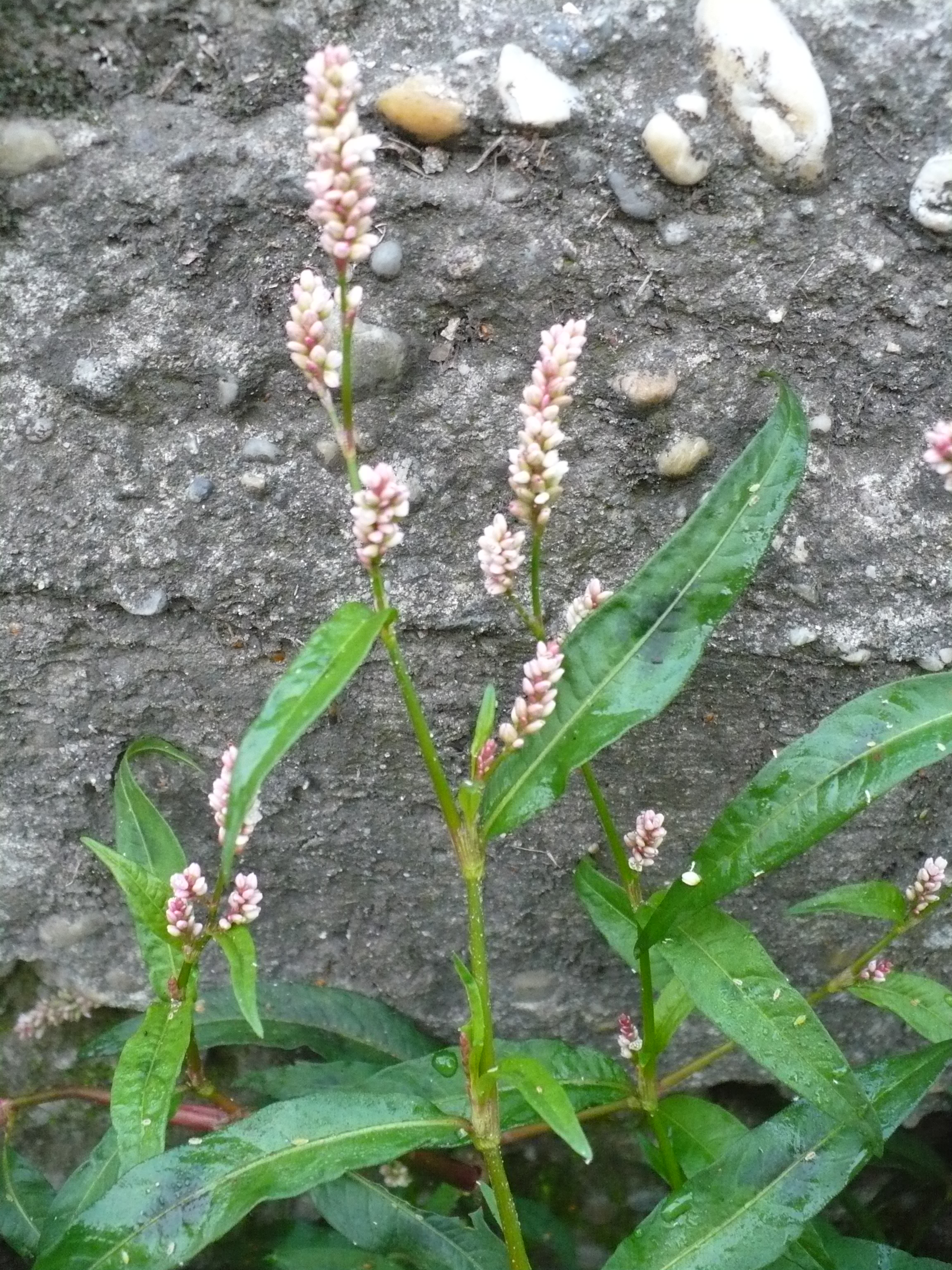